# Savín
Savín (Duits:  Sawin) is een Moravisch dorp, stadsdeel en kadastrale gemeente in de Tsjechische stad Litovel.

## Naam
De naam Savín is afgeleid van de eigennaam Sáva.

## Geschiedenis
- 1980 – De gemeente Savín wordt geannexeerd door de gemeente Loučka.
- 1992 – Savín wordt (opnieuw) een zelfstandige gemeente.
- 2001 – De gemeente Savín wordt geannexeerd door de stad Litovel.[2]

## Aanliggende (kadastrale) gemeenten
| Aanliggende (kadastrale) gemeenten | Aanliggende (kadastrale) gemeenten | Aanliggende (kadastrale) gemeenten | Aanliggende (kadastrale) gemeenten | Aanliggende (kadastrale) gemeenten |
| ---------------------------------- | ---------------------------------- | ---------------------------------- | ---------------------------------- | ---------------------------------- |
|                                    |                                    |                                    |                                    | Nová Ves                           |
|                                    |                                    |                                    |                                    |                                    |
| Slavětín                           |                                    |                                    |                                    |                                    |
|                                    |                                    |                                    |                                    |                                    |
| Luká                               |                                    |                                    |                                    | Loučka                             |